# جورج وايت (مؤرخ)
جورج وايت (بالإنجليزية: George White)‏ هو عالم آثار ومؤرخ أمريكي، ولد في 12 مارس 1802، وتوفي في 30 أبريل 1887.